# Geely Xingrui
La Geely Xingrui, chiamata anche Geely Preface, è un'autovettura prodotta dalla casa automobilistica cinese Geely dal 2020.

## Descrizione

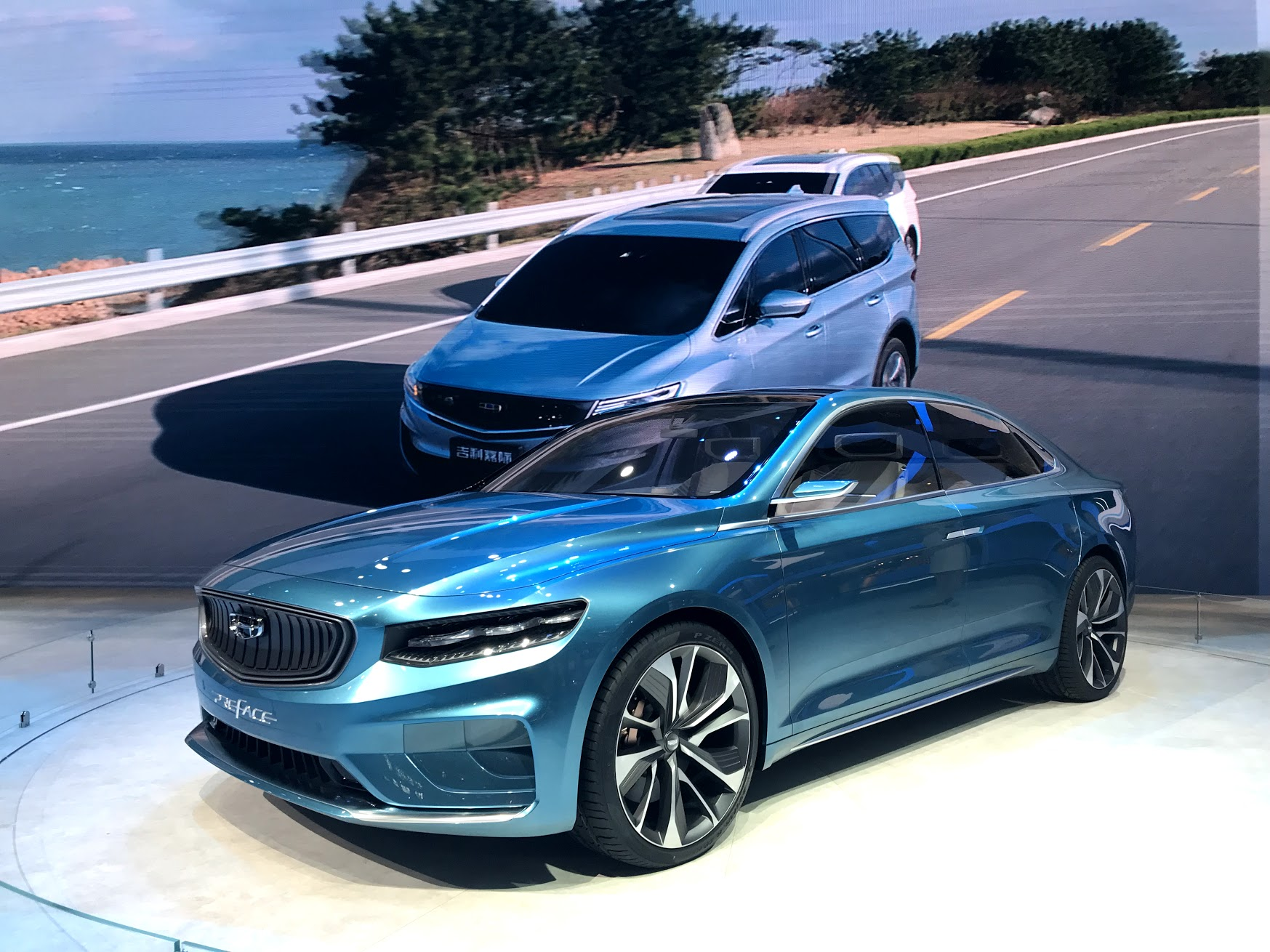
Preface Concept

La Xingrui è stata anticipata dalla concept car Preface che ha debuttato al salone di Shanghai nel aprile 2019.
La versione stradale per la produzione in serie, originariamente denominata Preface, è stata presentata nel settembre 2020 al salone di Pechino con il nome di Xingrui.
Lo Xingrui condivide la stessa piattaforma denominata Geely Compact Modular Architecture con il SUV compatto Xingyue, mentre il motore un 2.0 litri di origine Volvo siglato JLH-4G20TD è condiviso con il SUV compatto Lynk & Co 02. Il propulsore eroga 190 CV e 300 Nm di coppia. La Xingrui viene prodotta insieme ad altri veicoli basati sulla piattaforma CMA nello stabilimento di Luqiao in Cina.
Il sistema di infotainment è gestito tramite un touchscreen da 12,3 pollici e aggiornato tramite aggiornamenti over-the-air.
La vettura è stata sottoposta ad un restyling di metà carriera che è stato presentato nel luglio 2022.